# アレクサンダー・フォン・ヴュルテンベルク (1804-1881)
フリードリヒ・ヴィルヘルム・アレクサンダー・フォン・ヴュルテンベルク（ドイツ語：Friedrich Wilhelm Alexander von Württemberg, 1804年12月20日 - 1881年10月28日）は、ヴュルテンベルク王国の王族。ヴュルテンベルク公アレクサンダーとその妻でザクセン＝コーブルク＝ザールフェルト公フランツの娘であるアントイネッテの次男、実質的な長男。

## 生涯
アレクサンダーは同名の父と同様にロシア軍に出仕し、1828年にはオスマン帝国への出兵に従軍し、1831年にはポーランドで起きた11月蜂起の鎮圧軍に参加した。1837年10月17日、アレクサンダーはフランス国王ルイ・フィリップ1世の娘マリー・ドルレアンと結婚し、1838年に一人息子フィリップをもうけた。アレクサンダーの直系子孫はヴュルテンベルク家のカトリック分家となった。
1839年に妻マリーが急逝すると、アレクサンダーは夏をバイロイトのファンタイズィー宮殿 (de) で過ごし、冬をそこから5キロ離れた屋敷で過ごす生活を始めた。1868年6月11日、アレクサンダーは自分の屋敷の家政責任者であるカタリーネ・アマーリエ・フェーニヒカウファー（Katharine Amalie Pfennigkaufer, 1829年 - 1915年）と貴賤結婚をし、カタリーネはマイエルンベルク男爵夫人の称号を与えられた。しかしこの再婚は息子のフィリップには強く反対された。